# 茄苳坑 (桃園市)
茄苳坑，是臺灣桃園市觀音區的一個傳統地域名稱，位於該區西部。相較於今日行政區，其範圍大致與保生里相近。

## 歷史
台灣清治末期至日治初期，茄苳坑地區為一街庄，稱為「茄苳坑庄」，隸屬於竹北二堡。該庄西北臨台灣海峽，東北與大潭庄、三座屋庄為鄰，東南邊為石磊仔庄，西南邊為石牌嶺庄、大牛欄庄。
1901年（日治明治三十四年）11月，全台廢縣廳改設二十廳，該庄隸屬於桃仔園廳。1903年（明治三十六年），改名桃園廳。1909年（明治四十二年）10月，合併二十廳為十二廳，該庄隸屬不變。1920年（大正九年），廢十二廳改設五州二廳，該庄改制為「茄苳坑」大字，隸屬於新竹州中壢郡觀音庄，大字下有「對面厝」、「兩座屋」小字名。
戰後觀音庄改制為觀音鄉，隸屬於新竹縣，大字亦改制為村。1950年桃、竹、苗分治，觀音鄉改隸屬於桃園縣。2014年12月，桃園縣升格為直轄桃園市，觀音鄉改制為觀音區，村亦改制為里。

## 聚落
本地區發展較早的聚落有過坑仔、對面厝、兩座屋等，在日治期初期的官方地圖上已有記載。此外，本地區尚有黃厝、保生等聚落。

## 交通
省道台15線（濱海段）是關渡至香山的傳統北台灣西部海岸平面幹道，大致以東北—西南走向蜿蜒經過茄苳坑地區中部。由該道路向東北可前往觀音、大園、八里等地，向西南可前往崁頭厝、紅毛港、樹林子（坑子口地區北部）、貓兒錠、舊港等地，其中樹林子至貓兒錠南端鳳山溪橋路段與省道台61線（西部濱海快速公路）共構。
省道台61線又稱「西部濱海快速公路」，是八里至安南的快速公路，大致以東北—西南走向經過本地區西北部。本地區路段快速公路主線（高架）已於2017年12月5日通車，並設有兩側平面車道。向東北可前往大潭進入北上主線路段，向西南平面側車道可南下前往崁頭厝、紅毛港、坑子口、貓兒錠，主線和兩側車道止於鳳山溪橋南岸，並以省道台15線作為代用道路至香山區浸水橋始續接快速公路主線。
區道桃92線是大潭海邊至石磊的道路，大致以北北西—南南東走向經過本地區東南部凸出部分的東北側邊界地帶。由此道路向北北西可前往小飯壢、林厝（林屋）後止於省道台61線（西部濱海快速公路）路口，向東南可前往石磊子並止於市道115號路口。
區道桃94線是海邊至二座屋的道路，也是本地區境內的連絡道路，其西北側端點位於小飯壢溪南岸道路。由此向東南蜿蜒而行，至省道台15線轉西南共線一小段路，再轉東南可前往兩座屋、保生並止於聚落北側。
區道桃89線（仁愛路二段）是觀音至新屋的道路，也是本地區東西部主要的橫向連絡道路，大致以西北—東南走向蜿蜒經過本地區西部近邊界地帶。由該道路向西北轉北可前往保生、大潭、觀音市區並止於市道112號路口，向東南可前往新屋市區並止於中正路。

## 學校
- 保生國小

## 產業
- 大潭工業區（部分）